# Critomolgus
Genre
Critomolgus est un genre de copépodes de la famille des Rhynchomolgidae.

## Liste des espèces
Selon World Register of Marine Species (22 décembre 2017) :
- Critomolgus actiniae (Della Valle, 1880)
- Critomolgus antennulus Humes, 1990
- Critomolgus anthopleurus Kim I.H., 1996
- Critomolgus astrophyticus (Humes & Stock, 1973)
- Critomolgus audens (Humes, 1959)
- Critomolgus brevicaudatus Kim I.H., 2003
- Critomolgus brevipes (Shen & Lee, 1966)
- Critomolgus buddhensis (Thompson I.C. & Scott A., 1903)
- Critomolgus bulbipes (Stock & Kleeton, 1963)
- Critomolgus caelatus (Humes, 1982)
- Critomolgus cladiellae Humes, 1990
- Critomolgus cylichnophorus (Humes, 1982)
- Critomolgus dunnae (Humes, 1982)
- Critomolgus fishelsoni (Stock, 1967)
- Critomolgus foxi (Gurney, 1927)
- Critomolgus gemmatus (Humes, 1964)
- Critomolgus hispidulus (Humes, 1982)
- Critomolgus isoawamochi (Ho, 1981)
- Critomolgus linguifer Kim I.H., 2003
- Critomolgus magnificus (Humes, 1964)
- Critomolgus malmizalus Kim I.H., 1996
- Critomolgus mandoensis Kim I.H., 2003
- Critomolgus nudus Kim I.H., 2000
- Critomolgus orectopus Humes, 1990
- Critomolgus paterellis (Humes, 1982)
- Critomolgus penicillatus (Humes, 1982)
- Critomolgus pteropadus (Humes, 1978)
- Critomolgus ptilosarci (Humes & Stock, 1973)
- Critomolgus rigidus (Ummerkutty, 1962)
- Critomolgus scyphulanus (Humes, 1982)
- Critomolgus titillans (Humes, 1982)
- Critomolgus trispinosus (Stock, 1959)
- Critomolgus vicinus Kim I.H., 1996
- Critomolgus virgulariae (Humes, 1978)

## Publication originale
- Humes & Stock, 1983 : Redefinition of the genus Doridicola Leydig, 1853, synonymy of Metaxymolgus Humes & Stock, 1972, and establishment of a new genus, Critomolgus (Copepoda, Poecilostomatoida. Bulletin Zoölogisch Museum, Universiteit van Amsterdam vol. 9, no 10, p. 93-96.